# Сорта
Сорта́ (Сорта́ ке́че, Сорта чӱктыш кече, Сорта изарня́) — марийский традиционный праздник, первые поминки в году, совершаемые в четверг перед Пасхой.
Утром для поминания умерших пекутся блины, приготовляется бульон из птичьего мяса и сваренные вкрутую яйца. В честь каждого умершего зажигается по одной малой восковой свече (сорта).
Согласно традиционному запрету (мар. ойӧрӧ), в этот день, как и в Семык, «нельзя подбирать еду, упавшую со стола: это доля покойников» (букв. «дойдёт до предков»).

## Приметы
Приметы праздника:
- Идёт снег — ягод будет много.
- Если в ночь приморозит, погода не станет хорошей до Семика.
- Если нет заморозков, много будет ягод в лесу.